# Couesmes
Couesmes – miejscowość i gmina we Francji, w Regionie Centralnym, w departamencie Indre i Loara.
Według danych na rok 1990 gminę zamieszkiwało 508 osób, a gęstość zaludnienia wynosiła 27 osób/km² (wśród 1842 gmin Regionu Centralnego Couesmes plasuje się na 678. miejscu pod względem liczby ludności, natomiast pod względem powierzchni na miejscu 703.).